# 托比亚斯·文德尔
托比亚斯·文德尔（德語：Tobias Wendl，1987年6月16日—），德国男子雪橇运动员。他曾代表德国参加2014年和2018年冬季奥林匹克运动会雪橇比赛，共获得四枚金牌。
在中国北京举行的2022年冬季奥林匹克运动会雪橇比赛上获得双人项目金牌。